# Região Metropolitana de Piracicaba
A Região Metropolitana de Piracicaba (antiga Aglomeração Urbana de Piracicaba) é uma região metropolitana do estado de São Paulo, Brasil, criada pelo governo estadual através de lei complementar em agosto de 2021. No processo de alteração de Aglomeração Urbana para Região Metropolitana o município de Laranjal Paulista deixou de integrá-la e o município de Pirassununga foi incluído.
A área apresenta processo de conurbação incipiente entre seus principais centros e integração econômico-funcional entre os municípios componentes. São vinte e quatro municípios com uma estimativa de população calculada pelo IBGE em 2021 de 1 537 819 e um PIB de 77 bilhões de reais. Encaixa-se no contexto da macrometrópole paulista, limitando-se com a Região Metropolitana de Campinas, a sudeste.

## Municípios
| Foto | Município               | População (2022) | Área (km²) |
| ---- | ----------------------- | ---------------- | ---------- |
|      | Águas de São Pedro      | 2.780            | 4,000      |
|      | Analândia               | 4.589            | 325,953    |
|      | Araras                  | 130.866          | 645,000    |
|      | Capivari                | 50.068           | 322,878    |
|      | Charqueada              | 15.535           | 175,846    |
|      | Conchal                 | 28.105           | 182,793    |
|      | Cordeirópolis           | 24.514           | 137,579    |
|      | Corumbataí              | 4.195            | 278,622    |
|      | Elias Fausto            | 17.699           | 202,360    |
|      | Ipeúna                  | 6.831            | 190,010    |
|      | Iracemápolis            | 21.967           | 115,118    |
|      | Leme                    | 98.145           | 402,871    |
|      | Limeira                 | 291.869          | 580,711    |
|      | Mombuca                 | 3.722            | 133,698    |
|      | Piracicaba              | 423.323          | 1.378,069  |
|      | Pirassununga            | 73.545           | 726,942    |
|      | Rafard                  | 8.965            | 121,645    |
|      | Rio Claro               | 201.418          | 498,422    |
|      | Rio das Pedras          | 31.328           | 226,657    |
|      | Saltinho                | 8.161            | 99,738     |
|      | Santa Cruz da Conceição | 4.277            | 149,432    |
|      | Santa Gertrudes         | 23.611           | 98,291     |
|      | Santa Maria da Serra    | 5.243            | 252,621    |
|      | São Pedro               | 38.256           | 611,278    |

### Distritos
| Municípios   | Distritos                     |
| ------------ | ----------------------------- |
| Charqueada   | Paraisolândia                 |
| Conchal      | Tujuguaba                     |
| Elias Fausto | Cardeal                       |
| Piracicaba   | Ártemis                       |
| Piracicaba   | Ibitiruna                     |
| Piracicaba   | Santa Teresinha de Piracicaba |
| Piracicaba   | Tanquinho                     |
| Piracicaba   | Tupi                          |
| Pirassununga | Cachoeira de Emas             |
| Rio Claro    | Ajapi                         |
| Rio Claro    | Assistência                   |

## Demografia
Maiores cidades:
- Piracicaba - 423 323 habitantes
- Limeira - 291 869 habitantes
- Rio Claro - 201 418 habitantes
- Araras - 130 866 habitantes
- Leme - 98 145 habitantes

## Desenvolvimento
Possui uma economia dinâmica, sendo emblemáticas indústrias como Hyundai e Caterpillar. A cidade de Piracicaba também abriga a Escola Superior de Agricultura Luiz de Queiroz da Universidade de São Paulo (ESALQ), renomada instituição de ensino e pesquisa no setor.

## Universidades
A região metropolitana de Piracicaba conta com universidades e faculdades de destaque: 
- Universidade de São Paulo (Escola Superior de Agricultura Luiz de Queiroz)
- Universidade de São Paulo (Faculdade de Zootecnia e Engenharia de Alimentos)
- Universidade Metodista de Piracicaba
- Universidade Estadual de Campinas
- Faculdade de Odontologia de Piracicaba
- Faculdade de Ciências Aplicadas e Faculdade de Tecnologia da Unicamp
- Universidade Estadual Paulista "Júlio de Mesquita Filho" (Campus Rio Claro)
- Escola Superior de Tecnologia e Educação de Rio Claro - ASSER (Campus Rio Claro)
- Universidade Federal de São Carlos (Campus Araras)
- Centro Universitário da Fundação Hermínio Ometto (Uniararas)
- Instituto Superior de Ciências Aplicadas (ISCA Faculdades)
- Academia da Força Aérea

## Transportes
A região está inserida em um importante entroncamento rodoviário do estado de São Paulo, possuindo fácil acesso ao Porto de Santos, Grande São Paulo, Vale do Paraíba, Sorocaba, Campinas, regiões Nordeste, Noroeste e Central paulistas. Através da Rodovia do Açúcar, Rodovia dos Bandeirantes, Rodovia Anhanguera, Rodovia Washington Luís, entre outras. Também está na ponta ocidental da Hidrovia Tietê-Paraná.